# شيري شيفيرد
شيري إيفون شيفيرد (بالإنجليزية: Sherri Evonne Shepherd)‏ وهي ممثلة وسيدة أعمال وكاتبة وكوميدية أمريكية ولدت في يوم 22 أبريل 1967 في مدينة شيكاغو في ولاية إلينوي في الولايات المتحدة، مثلت في سيتكوم Less than Perfect وفي الجميع يحب رايموند.

## روابط خارجية
- شيري شيفيرد على موقع IMDb (الإنجليزية)
- شيري شيفيرد على موقع ألو سيني (الفرنسية)
- شيري شيفيرد على موقع ميوزك برينز (الإنجليزية)
- شيري شيفيرد على موقع أول موفي (الإنجليزية)
- شيري شيفيرد على موقع قاعدة بيانات برودواي على الإنترنت (الإنجليزية)
- شيري شيفيرد على موقع قاعدة بيانات الأفلام السويدية (السويدية)
- شيري شيفيرد على موقع إن إن دي بي (الإنجليزية)
- شيري شيفيرد على موقع قاعدة بيانات الفيلم (الإنجليزية)
- شيري شيفيرد على موقع كينوبويسك (الروسية)